# Ровацци, Фабио
Фа́био Рова́цци (итал. Fabio Rovazzi), настоящее имя Фа́био Пикколрова́цци (итал. Fabio Piccolrovazzi; род. 18 января 1994) — итальянский  певец, рэпер, видеоблогер и актёр.

## Биография
Фабио Ровацци родился в Милане, но живёт в Фодже. Стал популярным музыкантом, размещая ролики на Youtube.
В 2013 году он начал исполнять кавер-версии песен рэпера Fedez, а затем — J-Ax. В 2016 году записал свою первую песню «Andiamo A Comandare», которая также была выложена на YouTube и набрала к сентябрю 2017 года более 145 миллионов просмотров. 24 марта того же года песня была выпущена в качестве сингла и была сертифицирована как пять раз платиновая. В конце 2016 года записал ещё одну песню «Tutto molto Interessante», которая получила сертификацию трижды платиновой.
В 2017 году выпустил новый сингл «Volare» вместе со звездой 1970-х годов Джанни Моранди, который был сертифицирован как трижды платиновый.
В 2018 году выпустил пятый сингл «Faccio Quello che Voglio».
В 2019 году, Ровацци был назначен как ведущий Фестиваля Сан-Ремо.
Летом 2019 года выпустил шестой сингл «Senza Pensieri» совместно с J-Ax.
В апреле 2020 года, Ровацци объявил о смерти деда от COVID-19 во время пандемии в стране.

## Дискография

### Синглы
| Дата выхода | Название                              | Сертификация   |
| ----------- | ------------------------------------- | -------------- |
| 24/03/2016  | Andiamo A Comandare                   | 5 × платиновый |
| 02/12/2016  | Tutto molto interessante              | 4 × платиновый |
| 19/05/2017  | Volare feat Gianni Morandi            | 4 × платиновый |
| 13/07/2018  | Faccio quello che voglio              | 3 × платиновый |
| 05/07/2019  | Senza Pensieri feat. J-Ax             | 2 × платиновый |
| 07/12/2020  | Liberi                                | золотой        |
| 21/06/2021  | La Mia Felicitá feat. Эрос Рамаццотти | золотой        |

## Фильмография
- Il Vegetale комедийный фильм, продюсер Gennaro Nunziante (2018)

## Награды
- Победитель Coca Cola Summer Festival 2016 (с песней Andiamo A Comandare)
- Победитель премии «Golden Radio Song 2016» (с песней Andiamo A Comandare)
- Победитель премии «Record Italiano Youtube 2016» (с песней Tutto Molto Interessante)
- Победитель премии «Звезда Youtube» (с песней Tutto Molto Interessante)
- Победитель Wind Music Awards 2017 с Джанни Моранди ( с песней Volare)
- Победитель Golden Radio Song 2018 (с песней Faccio quello che voglio)